# Ryu Han-bi
Ryu Han-bi (* 13. Februar 2004 in Seoul) ist eine südkoreanische Schauspielerin.

## Leben und Karriere
Ryu wurde am 13. Februar 2004 in Seoul geboren. Ihr Debüt gab sie 2013 in der Serie The Eldest. Danach spielte sie in House of Bluebird mit. 2015 bekam sie eine Rolle in The Scholar Who Walks the Night. Zudem wurde sie für die Serie Welcome to My Lab gecastet.
Ryu trat 2019 in dem Film Cheer Up, Mr. Lee auf. Unter anderem war Ryu in der Serie Come and Hug Me zu sehen. Außerdem spielte sie in  XO, Kitty eine Nebenrolle.

## Filmografie (Auswahl)
Filme
- 2015: C’est si bon
- 2015: The Sound of a Flower
- 2019: Cheer Up, Mr. Lee

Serien
- 2013: The Eldest
- 2015: House of Bluebird
- 2015: The Scholar Who Walks the Night
- 2016: Local Hero
- 2016: Entourage
- 2017: Argon
- 2019: Come and Hug Me
- 2022: XO, Kitty

## Auszeichnungen

### Gewonnen
- 2018: MBC Drama Awards in der Kategorie „Best Young Actress“[4]